# 色彩設計
色彩設計（或是色彩設定），是動畫製作上的一個專屬職稱。在動畫製作過程中，所有人物、服裝、交通工具、甚至是小道具上的一切顏色，都是交由色彩設計來決定。

## 概要
色彩設計的工作，就是負責決定在動畫中出現的人物或是物品所顯示在畫面上的顏色。而且為了配合畫面中的劇情發展，該顏色在不同環境下(例如：清晨、正午、傍晚)的預期明暗變化都必須先被色彩設計所指定。如此一來，上色人員才能明確知道所負責的原畫稿必須選用哪些顏色。因為畫面的色彩基調將會深深影響該動畫作品給觀眾的印象，所以色彩設計在作品的企劃初期即佔有一定的重要性。
指定顏色的工作以往都由美術監督來負責，但近年來由於動畫業界分工變細，所以這個職位便應運而生。

## 相關職稱

### 色指定
經過前期製作會議而達成共識的顏色資料，由他負責製作所謂的色標對照表並且針對每一張原畫中的所有物件指定正確的顏色。色指定人員由於工作之便，也常常兼任上色檢查的職務。

### 上色、上色師
日文稱為，在20世紀前的上色方式以傳統的畫筆上色為大宗，當電腦等數位工具漸漸普及之後，動畫製作公司便陸續引進了許多美術編輯軟體來進行數位上色。

### 上色檢查
日文稱為。對於上好顏色的所有原畫、動畫分格，必須仔細檢查所有顏色是否有誤，以免在播出時因為前後分格的顏色不同而產生快速閃爍的現象。

### 特殊效果
此處的特殊效果和拍攝的後製特效有明顯不同，專指早期在賽璐珞原畫紙上所進行的加工處理。通常是使用噴槍或是毛筆等工具，在已經上好顏色的原畫稿上面進行加工，以呈現出獨特的透明感、立體感等。因為在業界中特別分開上色作業與攝影作業，所以常見的「透過光處理」其實是屬於攝影特效而非這裡的上色特效。